# Населення Монтсеррату
Населення Монтсеррату. Чисельність населення країни 2015 року становила 5,2 тис. осіб (229-те місце у світі). Приблизно 8 тис. мешканців залишили острів під час останнього виверження вулкана 1995 року. Народжуваність 2015 року становила 11,26 ‰ (175-те місце у світі), смертність — 6,3 ‰ (153-тє місце у світі), природний приріст — 0,5 % (160-те місце у світі) . 

## Природний рух

### Відтворення
Народжуваність на Монтсерраті, станом на 2015 рік, дорівнює 11,26 ‰ (175-те місце у світі). Коефіцієнт потенційної народжуваності 2015 року становив 1,3 дитини на одну жінку (217-те місце у світі).
Смертність на Монтсерраті 2015 року становила 6,3 ‰ (153-тє місце у світі).
Природний приріст населення в країні 2015 року становив 0,5 % (160-те місце у світі).

### Вікова структура

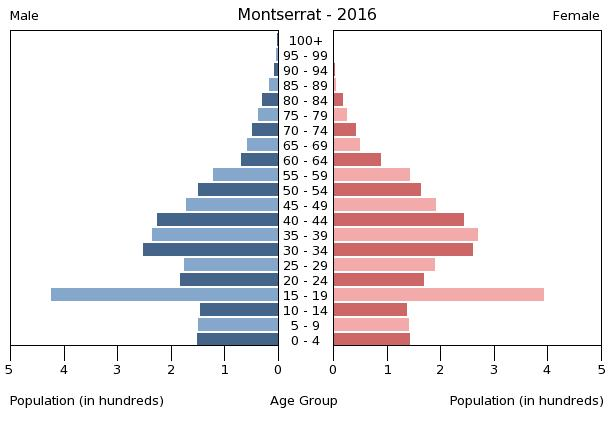
Віково-статева піраміда населення Монтсеррату, 2016 рік

Середній вік населення Монтсеррату становить 32,6 року (98-ме місце у світі): для чоловіків — 32,1, для жінок — 33,1 року. Очікувана середня тривалість життя 2015 року становила 74,14 року (124-те місце у світі), для чоловіків — 75,64 року, для жінок — 72,57 року.
Вікова структура населення Монтсеррату, станом на 2015 рік, виглядає наступним чином:
- діти віком до 14 років — 17,99 % (485 чоловіків, 458 жінок);
- молодь віком 15—24 роки — 20,89 % (567 чоловіків, 528 жінок);
- дорослі віком 25—54 роки — 47,89 % (1202 чоловіки, 1308 жінок);
- особи передпохилого віку (55—64 роки) — 6,98 % (163 чоловіки, 203 жінки);
- особи похилого віку (65 років і старіші) — 6,24 % (201 чоловік, 126 жінок)[1].

## Розселення
Густота населення країни 2015 року становила 51,3 особи/км² (159-те місце у світі). Тільки північна частина острова населена, південна покинута через вулканічну активність.

### Урбанізація
Монтсеррат низькоурбанізована країна. Рівень урбанізованості становить 9 % населення країни (станом на 2015 рік), темпи зростання частки міського населення — 0,65 % (оцінка тренду за 2010—2015 роки).

### Міграції
Річний рівень еміграції 2015 року становив 0 ‰ (87-ме місце у світі). Цей показник не враховує різниці між законними і незаконними мігрантами, між біженцями, трудовими мігрантами та іншими.

## Расово-етнічний склад
| Етнічний склад (2011 рік) | Етнічний склад (2011 рік) | Етнічний склад (2011 рік) | Етнічний склад (2011 рік) | Етнічний склад (2011 рік) |
| ------------------------- | ------------------------- | ------------------------- | ------------------------- | ------------------------- |
| Етнос:                    |                           |                           | Відсоток:                 |                           |
| темношкірі                | темношкірі                |                           | 88.4%                     | 88.4%                     |
| мішаного походження       | мішаного походження       |                           | 3.7%                      | 3.7%                      |
| латиноси                  | латиноси                  |                           | 3%                        | 3%                        |
| білі                      | білі                      |                           | 2.7%                      | 2.7%                      |
| індійці                   | індійці                   |                           | 1.5%                      | 1.5%                      |
| інші                      | інші                      |                           | 0.7%                      | 0.7%                      |

Головні етноси країни: темношкірі — 88,4 %, мішаного походження — 3,7 %, латинос — 3 %, білі — 2,7 %, індійці — 1,5 %, інші — 0,7 % населення (оціночні дані за 2011 рік).

## Мови
| Мови Монтсеррату (2015 рік) | Мови Монтсеррату (2015 рік) | Мови Монтсеррату (2015 рік) | Мови Монтсеррату (2015 рік) | Мови Монтсеррату (2015 рік) |
| --------------------------- | --------------------------- | --------------------------- | --------------------------- | --------------------------- |
| Мова:                       |                             |                             | Відсоток:                   |                             |
| англійська                  | англійська                  |                             | 100%                        | 100%                        |

Офіційна мова: англійська.

## Релігії
| Релігії на Монтсерраті (2001 рік) | Релігії на Монтсерраті (2001 рік) | Релігії на Монтсерраті (2001 рік) | Релігії на Монтсерраті (2001 рік) | Релігії на Монтсерраті (2001 рік) |
| --------------------------------- | --------------------------------- | --------------------------------- | --------------------------------- | --------------------------------- |
| Віросповідання:                   |                                   |                                   | Відсоток:                         |                                   |
| протестанти                       | протестанти                       |                                   | 67.1%                             | 67.1%                             |
| католики                          | католики                          |                                   | 11.6%                             | 11.6%                             |
| растамани                         | растамани                         |                                   | 1.4%                              | 1.4%                              |
| інші                              | інші                              |                                   | 6.5%                              | 6.5%                              |
| атеїсти                           | атеїсти                           |                                   | 2.6%                              | 2.6%                              |
| агностики                         | агностики                         |                                   | 10.8%                             | 10.8%                             |

Головні релігії й вірування, які сповідує, і конфесії та церковні організації, до яких відносить себе населення країни: протестантизм — 67,1 % (англіканство — 21,8 %, методизм — 17 %, п'ятидесятництво — 14,1 %, адвентизм — 10,5 %, Церква Бога — 3,7 %), римо-католицтво — 11,6 %, растафаріанство — 1,4 %, інші — 6,5 %, не сповідують жодної — 2,6 %, не визначились — 10,8 % (станом на 2001 рік).

## Освіта
Рівень письменності 2015 року становив 99 % дорослого населення (віком від 15 років): 99 % — серед чоловіків, 99 % — серед жінок.
Державні витрати на освіту становлять 5,1 % ВВП країни, станом на 2009 рік Середня тривалість освіти становить 15 років, для хлопців — до 14 років, для дівчат — до 17 років (станом на 2012 рік).

## Охорона здоров'я
Смертність немовлят до 1 року, станом на 2015 рік, становила 13,17 ‰ (114-те місце у світі); хлопчиків — 10,22 ‰, дівчаток — 16,25 ‰.

### Захворювання
Кількість хворих на СНІД невідома, дані про відсоток інфікованого населення в репродуктивному віці 15—49 років відсутні. Дані про кількість смертей від цієї хвороби за 2014 рік відсутні.

### Санітарія
Доступ до облаштованих джерел питної води 2015 року мало 99 % населення в містах і 99 % у сільській місцевості; загалом 99 % населення країни. Відсоток забезпеченості населення доступом до облаштованого водовідведення (каналізація, септик): в містах — 82,9 %, в сільській місцевості — 82,9 %, загалом по країні — 82,9 % (станом на 2015 рік).

## Соціально-економічне становище
Дані про відсоток населення країни, що перебуває за межею бідності, відсутні. Дані про розподіл доходів домогосподарств у країні відсутні. Рівень проникнення інтернет-технологій високий. Станом на липень 2015 року в країні налічувалось 2860 унікальних інтернет-користувачів (212-те місце у світі), що становило 54,6 % загальної кількості населення країни.

### Трудові ресурси
Загальні трудові ресурси 2012 року становили 4,52 тис. осіб (222-ге місце у світі). Безробіття 1998 року дорівнювало 6 % працездатного населення (65-те місце у світі);

## Кримінал

### Наркотики

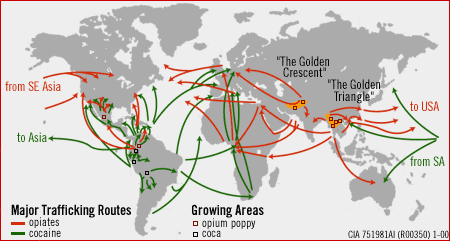
Світові маршрути наркотрафіку

Перевантажний пункт для південноамериканських наркотиків на шляху до США і Європи.

## Гендерний стан
Статеве співвідношення (оцінка 2015 року):
- при народженні — 1,03 особи чоловічої статі на 1 особу жіночої;
- у віці до 14 років — 1,06 особи чоловічої статі на 1 особу жіночої;
- у віці 15—24 років — 1,07 особи чоловічої статі на 1 особу жіночої;
- у віці 25—54 років — 0,92 особи чоловічої статі на 1 особу жіночої;
- у віці 55—64 років — 0,8 особи чоловічої статі на 1 особу жіночої;
- у віці за 64 роки — 1,6 особи чоловічої статі на 1 особу жіночої;
- загалом — 1 особи чоловічої статі на 1 особу жіночої[1].

## Демографічні дослідження
Демографічні дослідження в країні ведуться рядом державних і наукових установ Великої Британії та Карибської співдружності.

### Українською
- Атлас. 10-11 клас. Економічна і соціальна географія світу / упорядники :  О. Я. Скуратович, Н. І. Чанцева. — К. : ДНВП «Картографія», 2010. — ISBN 978-966-475-639-3.
- Атлас світу / голов. ред. І. С. Руденко ; зав. ред. В. В. Радченко ; відп. ред. О. В. Вакуленко. — К. : ДНВП «Картографія», 2005. — 336 с. — ISBN 9666315467.
- Безуглий В. В. Економічна і соціальна географія зарубіжних країн : Навчальний посібник. — К. : ВЦ «Академія», 2007. — 704 с. — ISBN 978-966-580-239-6.
- Безуглий В. В., Козинець С. В. Регіональна економічна і соціальна географія світу : Навчальний посібник. — видання 2-ге, доп., перероб. — К. : ВЦ «Академія», 2007. — 688 с. — ISBN 966-580-144-9.
- Головченко В. І., Кравчук О. Країнознавство: Азія, Африка, Латинська Америка, Австралія і Океанія. — К., 2006. — 335 с. — ISBN 966-8939-04-2.
- Гудзеляк І. І. Географія населення: Навчальний посібник / І. Гудзеляк. — Л. : Видавничий центр ЛНУ імені Івана Франка, 2008. — 232 с. — ISBN 978-966-613-599-8.
- Дахно І. І. Країни світу: Енциклопедичний довідник / І. І. Дахно, С. М. Тимофієв. — К. : Мапа, 2011. — 606 с. — (Бібліотека нового українця) — ISBN 978-966-8804-23-6.
- Дахно І. І. Економічна географія зарубіжних країн : навчальний посібник. — К. : Центр учбової літератури, 2014. — 319 с. — ISBN 978-611-01-0682-5.
- Джаман В. О. Регіональні системи розселення: демографічні аспекти. — Чернівці : Рута, 2003. — 392 с. — ISBN 9665685988.
- Дорошенко Л. С. Демографія: Навчальний посібник. — К. : МАУП, 2005. — 112 с. — ISBN 966-608-442-2.
- Дубович І. А. Країнознавчий словник-довідник. — 5-те вид., перероб. і доп. — К. : Знання, 2008. — 839 с. — ISBN 978-966-346-330-8.
- Економічна і соціальна географія країн світу. Навчальний посібник / За ред. Кузика С. П. — Л. : Світ, 2002. — 672 с. — ISBN 966-603-178-7.
- Загальна медична географія світу / В. О. Шевченко [та ін.] — К. : [б.в.], 1998. — 178 с.
- Книш М. М., Мамчур О. І. Регіональна економічна і соціальна географія світу (Латинська Америка та Карибські країни, Африка, Азія, Океанія) : навч. посіб. — Л. : ЛНУ ім. Івана Франка, 2013. — 368 с. — ISBN 978-617-10-0007-0.
- Крисаченко В. С. Динаміка населення: Популяційні, етнічні та глобальні виміри. — К. : Видавництво Національного інституту стратегічних досліджень, 2005. — 368 с. — ISBN 966-554-083-1.
- Кузик С. П., Книш М. М. Економічна і соціальна географія країн Америки : навч. посіб. — Л. : ЛНУ ім. Івана Франка, 1999. — 299 с. — ISBN 966-613-026-2.
- Любіцева О. О., Мезенцев К. В., Павлов С. В. Географія релігій. — К. : АртЕК, 1999. — 504 с. — ISBN 966-505-006-0.
- Масляк П. О. Країнознавство. — К. : Знання, 2007. — 292 с. — (Вища освіта XXI століття)
- Масляк П. О., Дахно І. І. Економічна і соціальна географія світу / П. О. Масляк, І. І. Дахно ; за ред. П. О. Масляка. — К. : Вежа, 2003. — 280 с. — ISBN 966-7091-53-8.

### Російською
- (рос.) Монтсеррат // Демографический энциклопедический словарь / главн. ред. Валентей Д. И. — М. : Советская энциклопедия, 1985. — 608 с.
- (рос.) Монтсеррат // Латинская Америка. Энциклопедический справочник [в 2-х тт.] / Главный редактор В. В. Вольский. — М. : Советская энциклопедия, 1982. — Т. 2. К-Я. — 656 с.
- (рос.) Монтсеррат // Страны и народы. Америка. Общий обзор Латинской Америки. Средняя Америка / Редкол. : отв. ред. В. В. Вольский, Я. Г. Машбиц и др. — М. : «Мысль», 1981. — 333 с. — (Страны и народы) — 180 тис. прим.
- (рос.) Атлас народов мира / Отв. ред. С. И. Брук и В. С. Апенченко. — М. : ГУГК ГГК СССР и Институт этнографии им. Н. Н. Миклухо-Маклая АН СССР, 1964. — 185 с. — 20 тис. прим.
- (рос.) Численность и расселение народов мира. Этнографические очерки / под ред. С. И. Брука. — М. : Издательство АН СССР, 1962. — 487 с.
- (рос.) Лаппо Г. М. География городов: Учебное пособие для географических факультетов вузов. — М. : Туманит, изд. центр ВЛАДОС, 1997. — 476 с. — ISBN 5-691-00047-0.
- (рос.) Ягельский А. География населения. — М. : Прогресс, 1980. — 383 с.